# Hans Hildebrand (Marinehistoriker)
Hans Heinrich Hildebrand (* 14. Oktober 1919; † 2011 in Hamburg-Bergedorf) war ein deutscher Marineoffizier und Marinehistoriker.

## Leben
Hans Hildebrand war ein Kaufmann und Kapitänleutnant a. D, welcher seine Forschungsarbeit auf dem Gebiet der deutsche Marinegeschichte in mehreren Sammelwerken publizierte, die zu Standardwerken zählen.
Zusammen mit Walter Lohmann erstellte er in den 1950er Jahren das aus drei Bänden bestehende Sammelwerk Die deutsche Kriegsmarine 1939–1945, in dem die Organisation und Stellenbesetzung der Kriegsmarine vollständig dokumentiert wird.
Die Reihe zu den deutschen Admiralen wurde später von Dermot Bradley fortgesetzt.

## Werke (Auswahl)
- mit Albert Röhr, Hans-Otto Steinmetz: Die deutschen Kriegsschiffe: Biographien: ein Spiegel der Marinegeschichte von 1815 bis zur Gegenwart. Sieben Bänder, ab 1979, in mehreren Auflagen.
- mit Ernest Henriot, Dermot Bradley (Hrsg.): Deutschlands Admirale 1849–1945. Die militärischen Werdegänge der See-, Ingenieur-, Sanitäts-, Waffen- und Verwaltungsoffiziere im Admiralsrang.

- Band 1: A–G. Biblio Verlag, Osnabrück 1988.
- Band 2: H–O. Biblio Verlag, Osnabrück 1989.
- Band 3: P–Z. Biblio Verlag, Osnabrück 1990.

- Die organisatorische Entwicklung der Marine nebst Stellenbesetzung 1848 bis 1945. Mehrere Bände, 2000.